# Uzundere (district)
Uzundere is een Turks district in de provincie Erzurum en telt 9.338 inwoners (2007). Het district heeft een oppervlakte van 416,4 km². Hoofdplaats is Uzundere.
De bevolkingsontwikkeling van het district is weergegeven in onderstaande tabel.
| 1997   | 2000   | 2007  |
| ------ | ------ | ----- |
| 11.621 | 11.556 | 9.338 |